# Протасов, Олег Николаевич
Оле́г Никола́евич Прота́сов (род. 4 декабря 1967, Панкрушиха) — российский актёр, поэт и исполнитель русского шансона.

## Биография
Олег Протасов родился 4 декабря 1967 года в Алтайском крае в селе Панкрушиха. Затем с родителями переехал в Новосибирск.
В 1973 году с семьёй переехал в Барнаул.
После службы в армии, в 1989 году переехал в Алушту.
Учился 8 лет в физико-математическом интернате.
В 1998 году освободился из исправительной колонии № 45 в пос. Макорты (Софиевский район Днепропетровской области, Украина), где отбывал наказание за кражу.
В 2002 году переехал в Москву.
На его счету множество ролей, но именно в «Зоне» он дебютировал в качестве главного героя — злого мента, майора Шверника. Актёр инструктировал создателей проекта и режиссёра фильма Петра Штейна по всем «зэковским» вопросам, так как сам провёл в заключении несколько лет.
В 2006 году выпустил первый сольный альбом.

## Фильмография
| Год  |   | Название                                   | Роль                                                |
| ---- | - | ------------------------------------------ | --------------------------------------------------- |
| 2003 | ф | Баязет                                     | эпизод                                              |
| 2003 | ф | Здравствуй, столица!                       | Андрей Коробов, боксёр                              |
| 2003 | с | Моя родня                                  | тренер по боксу                                     |
| 2003 | с | Оперативный псевдоним                      | эпизод                                              |
| 2004 | с | Бальзаковский возраст, или Все мужики сво… | ассистент врача                                     |
| 2004 | ф | Близнецы                                   | охранник Аксеновых, Виктор                          |
| 2004 | ф | Время жестоких                             | охранник банка                                      |
| 2004 | с | Московская сага                            | эпизод                                              |
| 2004 | ф | Мы умрём вместе                            | охранник в клубе                                    |
| 2004 | ф | Рокировка                                  | эпизод                                              |
| 2004 | ф | Сосед                                      | эпизод                                              |
| 2004 | ф | Слушатель                                  | охранник детского сада                              |
| 2004 | ф | Четыре таксиста и собака                   | начальник линейного отдела ОВД                      |
| 2005 | ф | Горыныч и Виктория: исключение из правил   | бульдозерист                                        |
| 2005 | ф | Охота на асфальте                          | дальнобойщик                                        |
| 2005 | ф | Побег                                      | шахтёр Лёха, «Большой»                              |
| 2005 | ф | Таксистка 2                                | дежурный ОВД                                        |
| 2006 | ф | Бумер: Фильм второй                        | майор Чугуров, Чугур                                |
| 2006 | с | В ритме танго                              | эпизод                                              |
| 2006 | с | Зона. Тюремный роман                       | Шверник, начальник караульной службы СИЗО           |
| 2006 | с | Петя Великолепный                          | водитель автобуса                                   |
| 2007 | с | Бешеная (эпизод «Игры волков»)             | бандит                                              |
| 2007 | ф | И падает снег                              | эпизод                                              |
| 2007 | ф | След                                       | эпизод                                              |
| 2007 | с | Спецгруппа                                 | эпизод                                              |
| 2007 | с | Школа № 1                                  | папа Вики и Вити                                    |
| 2008 | с | Знахарь                                    | «Блондин», заключённый бежавший вместе с Разиным    |
| 2008 | с | Счастливы вместе                           | Вор                                                 |
| 2008 | с | Оружие                                     | эпизод                                              |
| 2008 | с | Участковая                                 | строитель                                           |
| 2009 | ф | В погоне за счастьем                       | криминальный авторитет, Кирьян Нароков              |
| 2009 | ф | Генеральская внучка                        | командир ОМОНа, Борис                               |
| 2009 | с | Когда мы были счастливы                    | постоялец                                           |
| 2009 | ф | Паутина 3                                  | бандит, Боров                                       |
| 2009 | ф | Участковая                                 | строитель                                           |
| 2009 | ф | Я буду жить!                               | криминальный авторитет Лёня                         |
| 2010 | с | Глухарь (эпизод «Заочница», 3 сезон)       | Андрей Чигарев                                      |
| 2010 | ф | Джокер                                     | Дуба                                                |
| 2011 | ф | Бабло                                      | бандит Хлопков, «Хлопок»                            |
| 2011 | ф | Лесник                                     | Батяня                                              |
| 2012 | ф | Пятницкий. Глава вторая (эпизод «Шрам»)    | Сильвер                                             |
| 2012 | с | Под прикрытием                             | Вася Шкуропатский («Махно»), криминальный авторитет |
| 2013 | с | Под прицелом                               | Марат Соловьёв («Бизон»), бандит                    |

## Дискография
- 2006 — «Волчья помощь»
- 2011 — «Давай, поговорим»…
- 2013 — «Девочка-гламур»
- 2018 — «Стая»
- 2018 — «Тебе одной»

## Скандалы
В 2014 году на канале НТВ угрожал расправой Ольге Романовой; до этого угроз убийства на центральном телевидении ещё не звучало.